# Cicoare
Cicoarea comună (Cichorium intybus) este o plantă erbacee, perenă, comestibilă, care aparține genului Cichorium din familia Asteraceae. Este cunoscută din antichitate: în Egiptul antic era cultivată ca plantă medicinală, fiind folosită pentru tratarea bolilor hepato-biliare și renale.
În zilele noastre, rădăcina de cicoare comună este un foarte popular înlocuitor de cafea, iar părțile aeriene sunt folosite în scop medicinal sau culinar (frunzele bazale, cu un gust ușor amărui, se folosesc în salate asortate, precum și în pregătirea unor mâncăruri specifice bucătăriei franceze și italiene).

## Distribuție geografică
Cicoarea comună este o Plantă originară din nordul Africii, Europa și Asia, al cărei areal natural s-a extins și în America de Nord. Este cultivată în regiunile temperate.

## Prezentare
Plantă erbacee perenă, spontană și adesea cultivată pentru rădăcinile sale din care se extrage un surogat de cafea. Cicoarea are o arie mare de răspândire în pășuni și fânețe, în locuri necultivate, pe marginea drumurilor, căilor ferate și șanțurilor, pe marginea apelor curgătoare, din zona de câmpie până în cea de deal și munte. În scopuri medicinale de la această plantă se întrebuințează părțile aeriene (Herba Cichorii) ce se recoltează în prima perioadă de înflorire a plantei, in lunile iulie-august, când tulpinile nu au apucat încă să se întărească, rădăcinile (Radix Cichorii) se recoltează în lunile septembrie-octombrie.

## Componenți

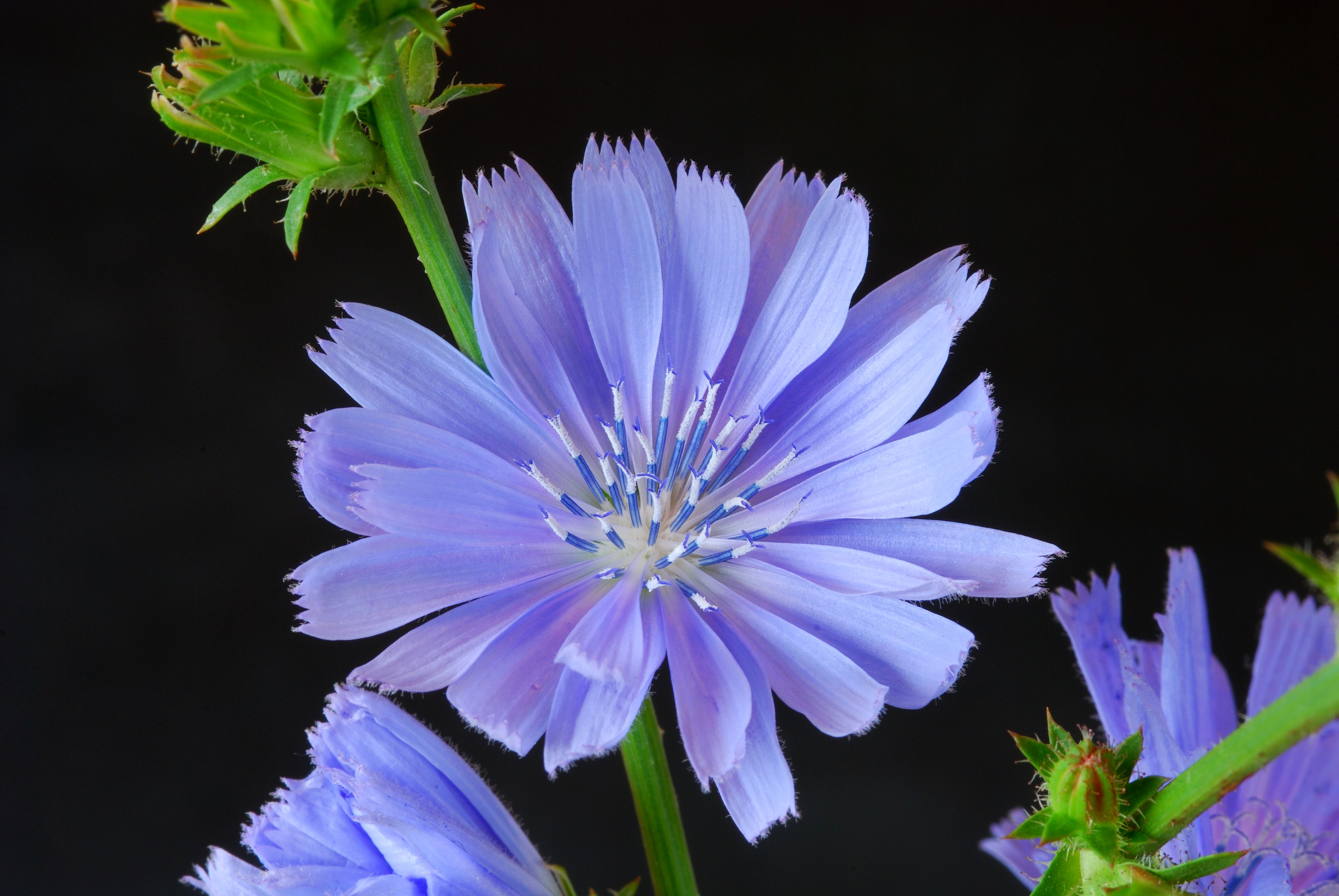
Cicoare

În tulpină:
- cicorină
- inulină
- arginină
- colină
- acid cicoric
- levuloză
- Fier
- Fosfor
- Calciu

În rădăcină:
- lactucină
- substanțe triperpenice amare
- lactucopicrină
- Fructoză
- alfa și beta lactucerol
- Tanin
- Ulei volatil

## Proprietăți
- diuretic și laxativ hipoglicemiant
- eupeptic-amar și colagog
- antitirodian și depurativ

## Indicații
Cicoarea este recomandată în tratamentul furunculozei și acneei, dischineziilor biliare, constipației cronice, angiocholitelor și hepatitelor cronice. Cafeaua preparată din această plantă are, de asemenea, proprietăți benefice pentru sistemul gastric.

## Utilizare
Decoctul se prepară astfel: două lingurițe de rădăcină mărunțită se fierb în 200 ml de apă timp de 5 minute. Se consumă călduț în trei reprize înaintea meselor principale.

## Galerie de imagini

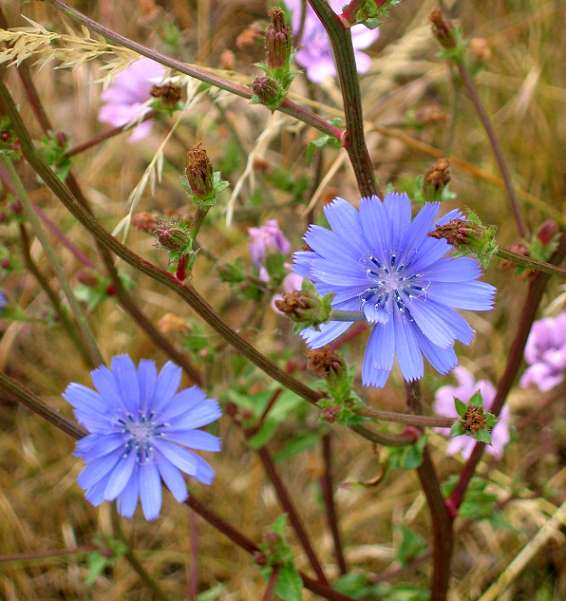
Cicoare
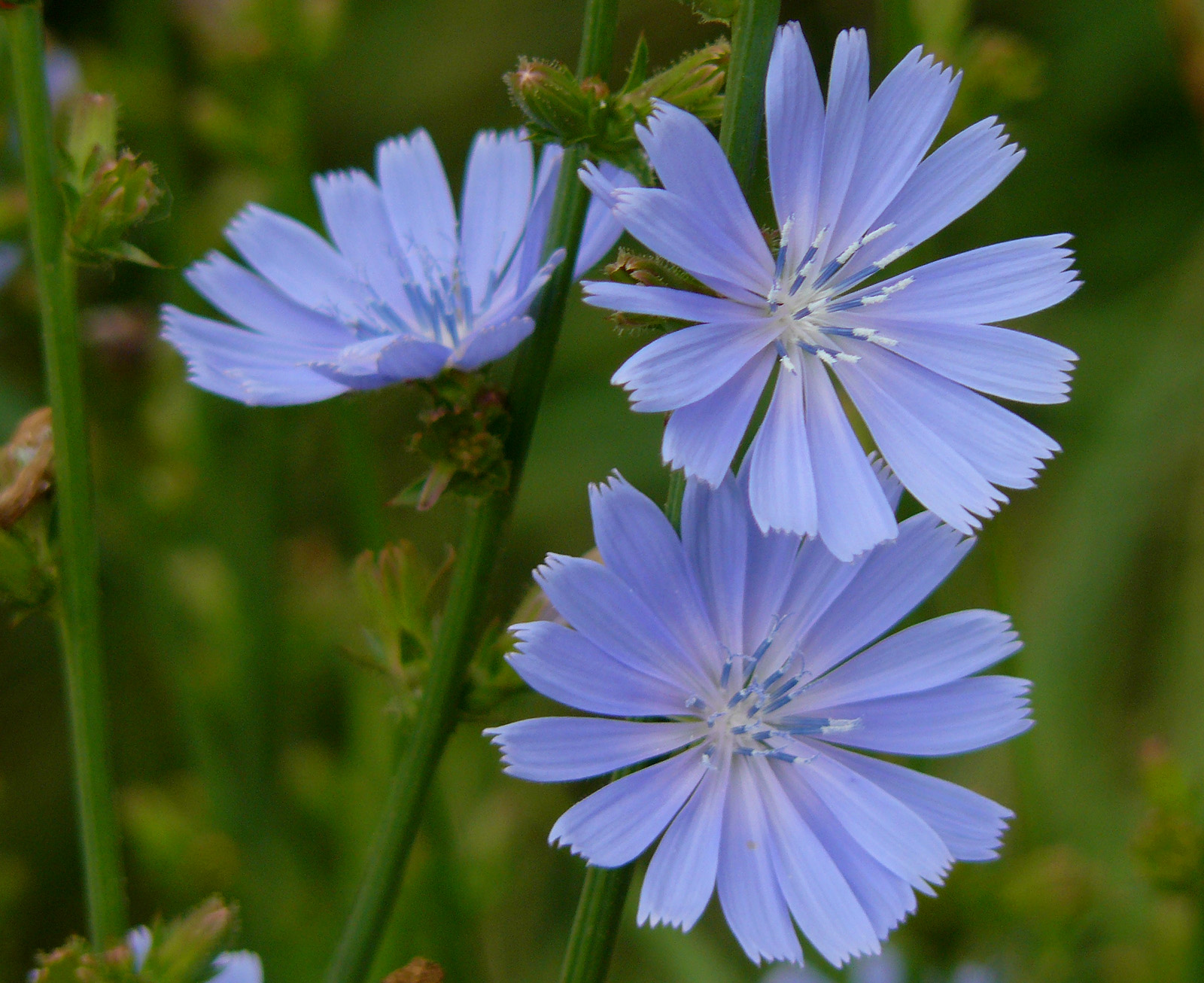
Cicoare cu flori albastre
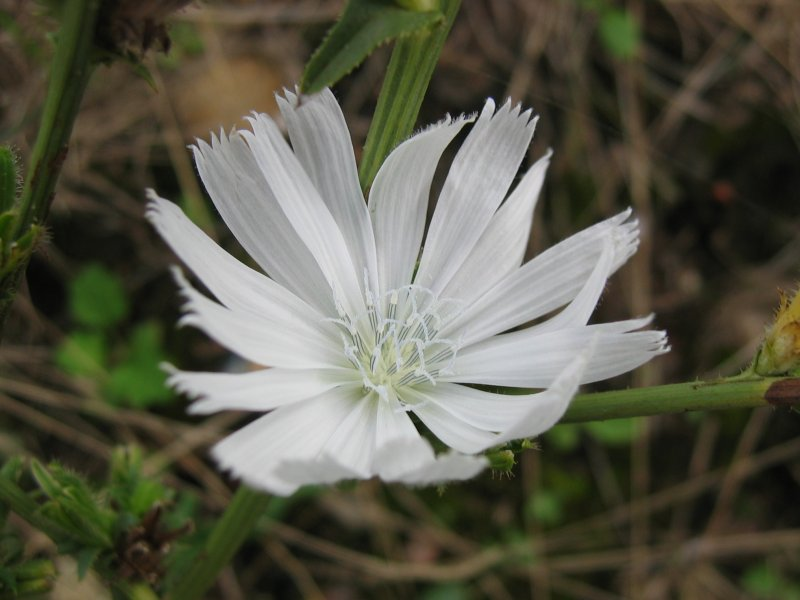
Cicoare cu flori albe